# Priobium sericeum
Priobium sericeum är en skalbaggsart som först beskrevs av Thomas Say 1825.  Priobium sericeum ingår i släktet Priobium och familjen trägnagare. Inga underarter finns listade i Catalogue of Life.